# دژلپسکو
دژلپسکو (به بلغاری: Dzhelepsko) یک منطقهٔ مسکونی در بلغارستان است که در شهرستان مومچیلگراد واقع شده‌است.